# Plage des Eaux-Vives
La plage des Eaux-Vives est une plage publique située dans le quartier des Eaux-Vives à Genève, en Suisse.

## Géographie

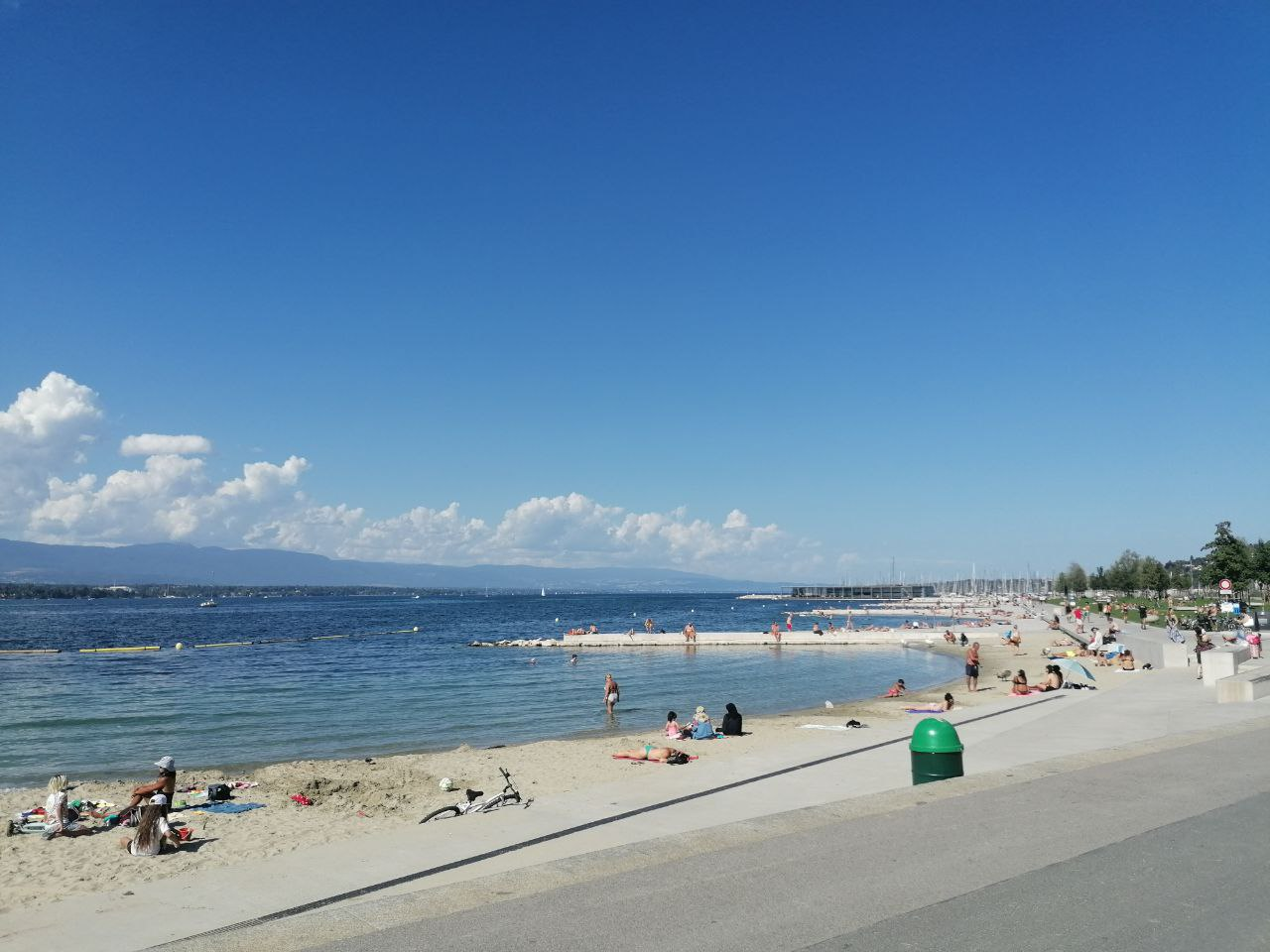
La plage.

La plage publique des Eaux-Vives se trouve proche du quai Gustave-Ador, à côté de Baby-Plage et est accessible par les Transports publics genevois (TPG). 
Le site de baignade, long d'environ 400 mètres au bord du lac Léman, peut accueillir jusqu'à 8 000 personnes. Le projet comprend une plage, un parc de deux hectares de verdure, une zone nature, un port et une maison de la pêche. 

## Histoire
Le projet est initié en 2008 par l'ancien conseiller d'État Robert Cramer. L'ensemble du projet est devisé à 67 millions de francs suisses.
La plage est inaugurée par les autorités cantonales genevoises plus de 10 ans après, le 21 juin 2019, en présence du conseiller d'État Antonio Hodgers.
La plage a ouvert partiellement au public du 22 juin au 29 septembre 2019 avant de terminer l'ensemble des aménagements. Le week-end même de son ouverture, la plage connaît déjà un grand succès auprès de la population. L'ouverture définitive est prévue au printemps 2020. En raison de la pandémie de Covid-19 en Suisse, cette date d'ouverture est repoussée au 22 août 2020.

## Aménagements
- Douches (6 au total, 2 par jetée) ;
- Fontaines d'eau potable ;
- Blocs sanitaires avec toilettes et vestiaires ;
- Zone de tri ;
- Restaurant ;
- Rampe d'accès à l'eau pour personnes à mobilité réduite[4].

## Accès
La desserte de la plage des Eaux-Vives s'effectue ainsi :
- de façon directe, à l'arrêt Parc et plage des Eaux-Vives, par les lignes 2 et 6 des trolleybus de Genève et par la ligne estivale 29 des autobus de Genève ;
- à distance, à l'arrêt Merle-d'Aubigné, par les lignes E et G des autobus de Genève ;
- à distance, à l'arrêt Port-Noir, par la ligne M3 des Mouettes genevoises[4].